# Шпинадија
Шпинадија (алб. Shpenadi) је насељено место у општини Призрен, на Косову и Метохији. Према попису становништва из 2011. у насељу је живело 1.168 становника.

## Становништво
Према попису из 2011. године, Шпинадија има следећи етнички састав становништва:
| Националност | 2011.          |
| Албанци      | 1.089 (93,24%) |
| Египћани     | 60 (5,14%)     |
| Ашкалије     | 18 (1,54%)     |
| недоступно   | 1 (0,08%)      |
| Укупно       | 1.168          |

| Демографија | Демографија | Демографија |
| Година      | Становника  | Становника  |
| ----------- | ----------- | ----------- |
| 1948.       | 391         |             |
| 1953.       | 343         |             |
| 1961.       | 423         |             |
| 1971.       | 584         |             |
| 1981.       | 764         |             |
| 1991.       | 866         |             |
| 2011.       | 1.168       |             |